# Глиха, Примож
Примож Глиха (словен. Primož Gliha; род. 8 октября 1967, Любляна) — югославский и словенский футболист; тренер.

## Карьера

### Игровая
Начинал свою карьеру в «Олимпии» из Любляны. После недолгого нахождения в загребском «Динамо» и в Японии, Глиха выступал в чемпионате независимой Словении. В конце карьеры форвард поиграл за команды Израиля, Австрии и Венгрии.
3 июня 1992 года Примож Глиха дебютировал за сборную Словении в товарищеском матче против Эстонии (1:1). 8 февраля нападающий забил свой первый мяч за национальную команду в своём третьем матче за неё в ворота сборной Грузии: он оказался единственным и победным в поединке. 2 апреля 1997 года Глиха оформил хет-трик во встрече с Хорватией (3:3) в рамках отборочного турнира к ЧМ-1998 во Франции. Всего за словенцев он отыграл 28 матчей и забил десять голов.

### Тренерская
После окончания карьеры Примож Гриха работал с различными словенскими коллективами, а также возглавлял юниорскую и молодежную национальную команду страны. В феврале 2021 года словенец стал помощником швейцарца Бернара Шалланда в сборной Косово. В ноябре того же года после его отставки Гриха временно возглавлял её в заключительном матче отборочного турнира к ЧМ-2022 против Греции (1:1) и в товарищеском поединке против Иордании (0:2).

## Личная жизнь
В 1987—1988 гг. Примож Глиха проходил военную службу в Югославской народной армии на авиабазе «Слатина» в Косове. Сын Эрик (род. 1997) также является футболистом.

## Достижения

### Футболиста
- Обладатель Кубка Израиля (1): 1998/99.
- Обладатель Кубка Словении (1): 2001/02.
- Серебряный призёр чемпионата Словении (1): 1993/94.
- Финалист Кубка Словении (1): 1993/94.

### Тренера
- Серебряный призёр чемпионата Словении (1): 2008/09.